# Enrique Vera
Enrique Daniel Vera Torres (n. 10 martie 1979, Asunción), poreclit Rambert, este un jucător de fotbal paraguayan legitimat la clubul Atlas și component al echipei naționale de fotbal a Paraguayului.

## Palmares
LDU Quito
- Serie A (1): 2007
- Copa Libertadores (1): 2008
- Recopa Sudamericana (1): 2009
- Copa Sudamericana (1): 2009